# 19 d'agost
El 19 d'agost és el dos-cents trenta-unè dia de l'any del calendari gregorià i el dos-cents trenta-dosè en els anys de traspàs. Queden 134 dies per finalitzar l'any.

## Esdeveniments
Països Catalans
- 1959 - al massís del Montseny s'estavellava un avió Douglas DC-4, morint els 32 ocupants de l'aparell.

Resta del món
- 1919 - L'Afganistan assoleix la independència del Regne Unit.
- 1934 - Alemanya: el Referèndum sobre el cap d'estat del Reich confirma Hitler com a president i canceller, amb 89,93% dels vots.
- 1942 - L'operació Jubilee, més coneguda com el Raid de Dieppe, va ser un assalt aliat al port de Dieppe, França, ocupat per Alemanya, durant la Segona Guerra Mundial. L'assalt principal va durar menys de sis hores fins que les fortes defenses alemanyes i la creixent pèrdues aliades van obligar els seus comandants a retirar-se.[1]
- 1989 - a la frontera entre Àustria i Hongria té lloc l'anomenat Pícnic paneuropeu.

## Naixements
Països Catalans
- 1743 - Vaucouleurs: Marie-Jeanne Du Barry, cortesana francesa, l'amant del rei Lluís XV (m. 1793).[2]
- 1826 - Riudecanyes: Teresa Toda i Juncosa, fundadora de les Germanes Carmelites Tereses de Sant Josep (m. 1898).[3]

- 1869 - la Riba, Alt Camp: Isidre Gomà i Tomàs, bisbe, cardenal i escriptor català (m. 1940).
- 1871 - Sant Andreu del Palomar: Ignasi Iglésias i Pujadas, dramaturg i poeta vinculat amb el moviment modernista.
- 1910 - Paiporta, l'Horta de València: Josep Lluís Bausset i Ciscar, professor i activista valencià (m. 2012).
- 1955 - Barcelona, Manolo García, cantant de rock català que canta en castellà.
- 1976 - Barcelona: Elsa Artadi i Vila, política catalana.

Resta del món
- 1398 - Carrión de los Condes, província de Palència, Espanya: Íñigo López de Mendoza, Marquès de Santillana i Comte del "Real de Manzanares" fou un militar i poeta del prerenaixement.
- 1870 - Camden, Carolina del Sud (EUA): Bernard Baruch, financer estatunidenc, inversor, filantrop, estadista i consultor polític (m. 1965).[1]
- 1881 - Liveni, Romania: George Enescu, violinista, pianista, pedagog musical i director d'orquestra romanès (m. 1955).
- 1883 - Saumur, França: Coco Chanel, modista francesa (m. 1971).[4]
- 1892 - 
  - Medina de Rioseco: Luisa Cuesta Gutiérrez, mestra, bibliotecària, advocada espanyola, pionera universitària (m. 1962).[5]
  - Krasnoe Selo, Imperi rus: Elisabet Kozlova, ornitòloga russa que va treballar en l'avifauna de l'altiplà tibetà (m. 1975).[6]
- 1921 - El Paso, Texas, Estats Units: Gene Roddenberry, conegut per ser el creador i impulsor de l'univers de ciència-ficció de Star Trek.
- 1923 - Illa de Portland (Anglaterra): Edgar F. Codd, informàtic creador del model entitat-relació (m. 2003).
- 1924 - Amherst, Nova Escòcia (Canadà): Willard Boyle, físic canadenc, Premi Nobel de Física de l'any 2009 (m. 2011).[7]
- 1940 - Montevideo: Pelusa Vera, actriu uruguaiana, una de les figures de més relleu del teatre i la televisió de l'Uruguai.[8]
- 1944 - Teheran, Iran: Ali Hatami, director, guionista i productor iranià.
- 1945 - Chiswick, Londres (Regne Unit): Ian Gillan, cantant de Deep Purple.[9]
- 1946 - Hope, Arkansas, Estats Units: William Jefferson Clinton, conegut amb el nom de Bill Clinton, és un advocat i polític nord-americà, el 42è president dels Estats Units entre 1993 i 2001 pel Partit Demòcrata.[10]
- 1951 - Leicester, Anglaterra: John Deacon, músic retirat que va tocar el baix i compondre al grup de rock Queen.[11]
- 1954 - Ciutat de Mèxic: Hermila Galindo, política, feminista i sufragista mexicana (n. 1886).[12]
- 1955
  - Armonk, Nova York: Peter Gallagher, actor estatunidenc.
  - Tuvalu: Apisai Ielemia, primer ministre tuvalià.
- 1960 - Roubaix, França: Luc Dormieux, funcionari, professor i investigador francès.
- 1965 - Lisboa: Maria de Medeiros, actriu, directora de cinema i cantant portuguesa.[13]
- 1967 - Hyderabad, Índia: Satya Nadella, enginyer de programari i director general de Microsoft.
- 1969 - Williamstown: Matthew Perry, actor estatunidenco-canadenc (m. 2023).
- 1971 - Santo Domingo: Mary Joe Fernández, tennista estatunidenca guanyadora de tres medalles olímpiques.[14]
- 1979 - Chicago, Illinois, EUA: Jennifer Morrison, actriu estatunidenca.
- 1986 - Oslo: Vilde Frang, violinista noruega.[15]
- 1990 - La Corunya: Sofía Toro Prieto-Puga, regatista gallega, medallista olímpica a Londres 2012.[16]

## Necrològiques
Països Catalans
- 1910 - Sabadell, Vallès Occidental: Gabriel Batllevell i Tort, mestre d'obres català, pare de l'arquitecte modernista Juli Batllevell.
- 1922 - Barcelona, Barcelonès: Felip Pedrell i Sabaté, compositor, pedagog musical, musicòleg i crític musical català, capdavanter del nacionalisme musical a Catalunya.
- 1939 - València: Julio Colomer Vidal, advocat i polític valencià, diputat de la CEDA (n. 1899).
- 1987 - Madrid: Margot Moles Piña, multiesportista catalana pionera, que feia atletisme, hoquei, natació i esquí (n. 1910).[17]
- 1998 - Lleida, Segrià: Leandre Cristòfol, escultor català, considerat un dels pioners de l'escultura surrealista a Catalunya. (n. 1908).
- 2001 - Alzira, Ribera Alta: Perfecto Garcia Chornet, pianista valencià (n. 1941).[18]
- 2007 - Castelló de la Plana: Piedad Ortells Agut, advocada i política valenciana, que fou diputada a Corts (n. 1921).[19]
- 2014 - Ciutat de Mèxic: Maruxa Vilalta, dramaturga i directora de teatre barcelonina naturalitzada mexicana (n. 1932).[20]
- 2017 -
  - Joan Trayter i Garcia va ser president de la comissió gestora que dirigí el FC Barcelona des del 6 de maig fins al 15 de juny del 2003.
  - Eduard Castellet i Díaz de Cossío fou un empresari editor i escriptor català.
- 2023 - Barcelona: Jaume Serrats i Ollé, periodista, advocat i professor universitari català (n. 1944).
- 2024 - Olot - Maria Branyas Morera, la persona més longeva del món el 2023 (n. 1907).[21]

Resta del món
- 1662 - París, França: Blaise Pascal, filòsof, matemàtic, físic, inventor, escriptor, moralista, místic i teòleg occità.
- 1821 - Parísː Marie-Denise Villers, pintora francesa que es va especialitzar en retrats (n. 1774).[22]
- 1927 - Viena: Vilma Glücklich, activista feminista, promotora de reformes educatives i pacifista (n. 1872).[23]
- 1930 - Leningrad: Vassili Vladímirovitx Bartold, historiador rus.
- 1976 - Londres, Regne Unit: Alastair Sim, actor britànic.
- 1977 - Los Angeles, Califòrnia, EUA: Groucho Marx, actor de cinema i humorista estatunidenc.
- 1994 - Big Sur, Califòrnia, EUA: Linus Carl Pauling, físic i químic estatunidenc, Premi Nobel de Química de l'any 1954 i Premi Nobel de la Pau de l'any 1962 (n. 1901).[24]
- 1995 - Viana de Cega, Valladolid, Mercedes Rueda Sabater, arqueòloga i conservadora, numismàtica (n. 1956).[25]
- 1999, El Espinar, Segovia: Irene Lewy Rodríguez –Irene Falcón–, periodista i secretària personal de Dolores Ibárruri (n. 1907).[26]
- 2002 - Sant Sebastià (País Basc): Eduardo Chillida, escultor basc (n. 1924).
- 2013 - Austin: Donna Hightower, cantant i compositora nord-americana (n. 1926).[27]
- 2017 - Oxford, Anglaterra: Brian W. Aldiss fou un autor anglès de ficció general i ciència-ficció.

## Festes i commemoracions
- Festa Major petita de Tarragona: Sant Magí.

### Santoral[28]

#### Església Catòlica[29]
- Sants al Martirologi romà (2011): Magí de Tarragona, anacoreta (s. I); Magne d'Anagni, bisbe (s. I); Timoteu, Agapi i Tecla de Gaza, màrtirs (305); Andreu de Seleúcia i companys màrtirs, soldats (s. IV); Donat de Sisteron, prevere (s. IV); Sixt III papa (440); Bertulf de Bobbio, abat (640); Sebald de Nuremberg, eremita (1072); Bartomeu de Rossano, abat (1130); Lluís de Nàpols, bisbe (1297); Jean Eudes, prevere i fundador de la Congregació de Jesús i Maria (1680); Ezequiel Moreno y Díaz, bisbe de Pasto (1906).
  - Beats: Calmini de Mozac, bisbe; Rústic de Caors, bisbe; Guerric d'Igny, abat (1151-1157); Lleó II de Cava, abat (1295); Jordà de Pisa, dominic (1311); Àngel d'Acquapagana, monjo eremita (1313); Damià de Hagi, màrtir (1605); Louis Florès, Pedro de Zúñiga i 13 companys màrtirs: Joaquim Hirayama, Lleó Sukeyemon, Joan Soyemon, Miguel Diaz, Antoni Yamada, Marc Takenoshima Shinyemon, Tomàs Koyanagi, Jaume Matsuo Denshi, Llorenç Rokuyemon, Pau Sankichi, Joan Yago, Joan Nagata Matakichi, Bartomeu Mohioye, màrtirs (1622); Huge Green, prevere màrtir (1642); Elvira Torrentallé i Paraire, Rosa Pedret i Rull, Maria Calaf i Miracle, Francisca de Amezúa Ibaibarriaga, Maria Giner Lister, Teresa Chambo Pales, Águeda Hernández Amorós, Maria Vidal i Cervera, María de las Nieves Crespo Lopez, germanes Carmelites de la Caritat i màrtirs (1936); Francisco Ibáñez Ibáñez, sacerdot màrtir (1936); Rosa Pedret i Rull, monja màrtir (1936); Tomàs Sitjar i Fortiá, jesuïta màrtir (1936).
- Sants: Magne de la Pulla, bisbe (250); Juli de Roma, màrtir; Ítal, màrtir (s. IV); Elafi de Châlons-sur-Marne, bisbe; Guennin de Vannes, bisbe; Marí de Besalú, abat; Credan d'Evesham, abat; Mocteu de Louth, bisbe; Cecília de Remiremont, abadessa (s. VII); Bernat de Candeleda, cistercenc i eremita (s. XII-XIII).
- Venerables: Caritas Pirckheimer, abadessa (1532).
- Servent de Déu Joan Bonal Gràcia, cofundador de la Congregació de les Germanes de la Caritat de Santa Anna.
- Venerat a l'Orde de la Mercè: beat Miguel Soriano (1604).

#### Església Copta
- 13 Mesori: Transfiguració de Jesús.

#### Església Ortodoxa (segons el calendari julià)
- Se celebren els corresponents a l'1 de setembre del calendari gregorià.

#### Església Ortodoxa (segons el calendari gregorià)
Corresponen als sants del 6 d'agost del calendari julià.
- Transfiguració de Jesús; sants: Teoctist de Txèrnigov, bisbe (1123); Gregori Palamas, arquebisbe de Tessalònica (1359); Maksim Sandovitx, prevere màrtir; Avvakum de Tessalònica, màrtir (1628); Job de Mezen; Nikon de Valaam, monjo (1822); Nikolai Prozorov, Andrei Zimin, Domnik Zimin, Lidja Zimin i Maria Zimin, màrtirs (1930); Sergej Tihomirov, prevere màrtir (1930); Dmitri Ljubimov, arquebisbe de Gdov, màrtir (1938); Vasilij Xoustin, prevere (1968).

#### Esglésies luteranes
- Bernat de Claravall, abat; Blaise Pascal, filòsof i teòleg (Església Evangèlica d'Alemanya).